# Alex Meik

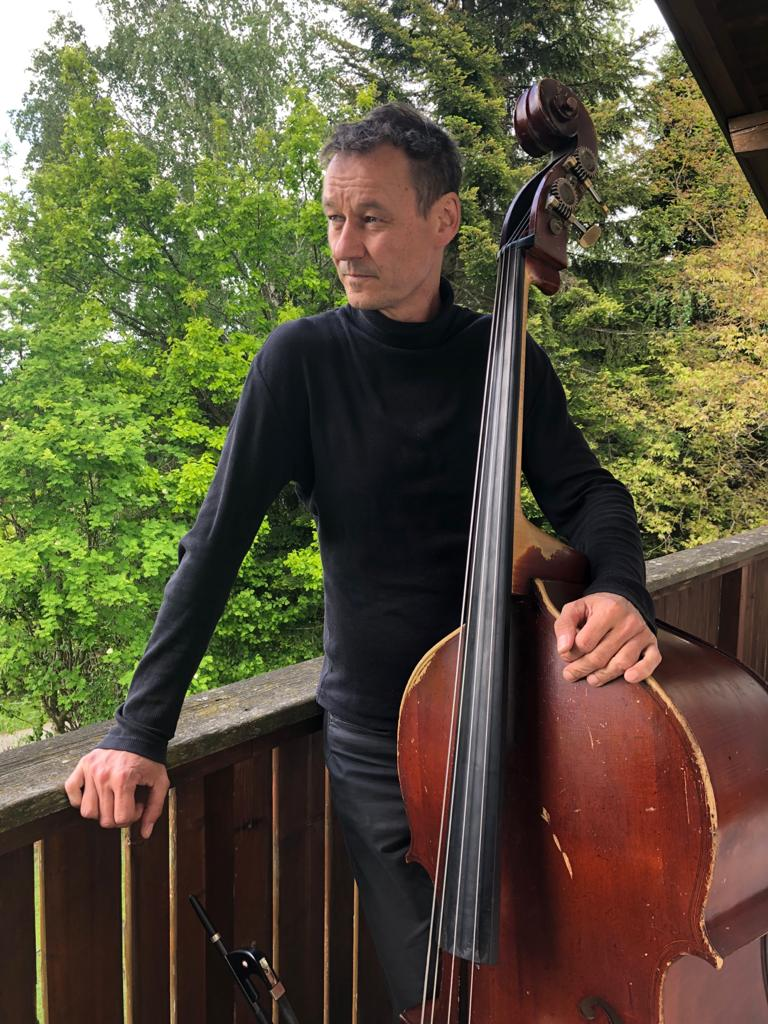
Alex Meik mit Kontrabass 2021

Alexander „Alex“ Meik (* 4. Juli 1966 in Coburg) ist ein österreichischer Kontrabassist und Sänger.

## Leben und Wirken
Meik stammt aus einer Musikerfamilie, sein Großvater Siegfried August Ernst Meik war Dirigent, sein Vater Siegfried Meik Bratschist und Kapellmeister. Ersten Unterricht erhielt er in Salzburg am Schlagzeug bei Paul Hirsch. Später wechselte er zur Klarinette, dann zum Saxophon und erlernte außerdem das Gitarrenspiel. Die Matura legte er 1984 am Bundesoberstufenrealgymnasium in Salzburg ab. Einen ersten öffentlichen Auftritt hatte er mit einer Salzburger Jugendband.
Auf Empfehlung des Professors für Kontrabass Alfred Bürgschwendtner (Mozarteum) begann er 1985 am Mozarteum ein klassisches Kontrabass-Studium, das er 1989 bei Johannes Auersperg am Institut Oberschützen der Kunstuniversität Graz fortsetzte und 1994 mit Auszeichnung abschloss. Danach studierte er bis 1996 bei Alois Posch an der Musikhochschule Wien. 1997 folgte am Bruckner-Konservatorium in Linz ein IGP-Jazz-Studium bei Adelhard Roidinger, das er 2003 mit Auszeichnung abschloss.
Seither ist Meik als freiberuflicher Musiker tätig. Er gehörte langjährig zur Lungau Big Band und zur Combo von Sabina Hank, mit der diverse Alben entstanden. Weiterhin trat er mit Musikern der Blues- und Jazz-Szene auf wie Ray Charles, Ray Anderson, Randy Brecker, Jimmy Carl Black, Willi Resetarits, Ines Reiger, Tini Kainrath,  Joja Wendt, Bob Mintzer, Bobby Shew, Bill Watrous, Rob McConnell und Ron Williams.
Mit dem Liedermacher Georg Laube und dem Gitarristen Stefan Schubert arbeitet Meik seit 2014 im Trio Laube, Meik & Schubert, das drei Alben veröffentlichte. In den letzten Jahren war er zudem Mitglied von Norbert Eggers Gruppe Natural Blues. Er tourt aktuell (2022) zudem mit Oliver Mally, mit Veri & die Luxuscombo und mit Herb Berger.

## Diskografie (Auswahl)

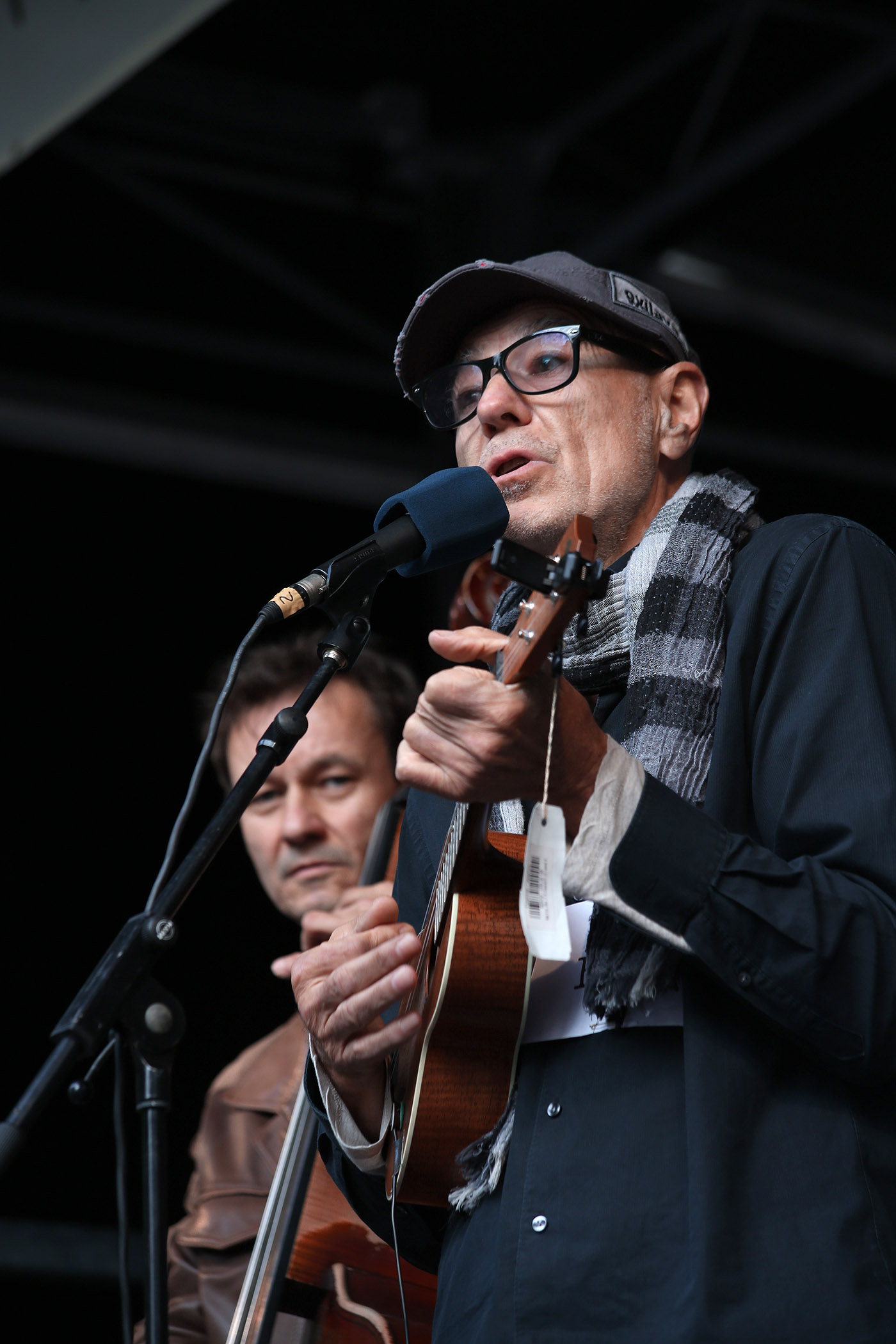
Alexander Meik (links, hinter Willi Resetarits, 2014)

- Rudi Wilfer: St. Michaeler Messe (RST Records 1998)
- Sabina Hank: Carmen (H Art 1998)
- Lungau Big Band: Live at Montreux (LBB 2000)
- Sabina Hank: Blue Moments (Quinton Records 2001)
- Simone Kopmajer: Simone Kopmajer 5 (KopJazz 2001)
- 2002Die heißen Herzen: Borneo
- Lee Harper: Takes a While (RST Records 2002)
- Sabina Hank: Music in a Mirror (Quinton Records 2004)
- Lungau Big Band: The Monk’s Progress (LBB 2003)
- Sabina Hank: Nah an mir (EmArcy 2007)/ Inside (EmArcy 2007)
- Willi Resetarits, Sabina Hank Abendlieder – Live@oval (Amadeo 2008)
- 2009Markus Minarik Trio: Wild Heart (elm 2009 mit Rick Hollander)
- Sabina Hank: Focus on Infinity (Meander Records 2009)
- Herb Berger: The Bitter End (Meander Records 2010)
- Sabina Hank: Liebesfarben (Meander Records 2011)
- Verena Göltl, Herb Berger: verlieren & finden (Lekvár Records/Hoanzl 2012)
- Sabina Hank: A Song Kaleidoscope (Meander Records 2012)
- Laube, Meik & Schubert: Wia’s da Zufoi wü (NU A Sattele Records 2014)
- Markus Minarik Trio: Planet Earth (Downhill, 2015, mit Rick Hollander)
- Ron Williams & Jörg Seidel Trio: Hautnah (Swingland 2015, mit Matthias Bublath)
- Laube, Meik & Schubert: Liada (2016)
- Douba Foli Noir et blanc (ATS 2016)
- Veri & die Luxuscombo: Wal ohne Wossa (Sowiesound 2016, mit Verena Göltl, Christian Wegscheider, Philipp Kopmajer)
- Sir Oliver Mally, Alex Meik, Peter Müller, The Blues Messengers: Uncut (Styx Records 2018)
- Herb Berger: Metropoles Suite (2 for you music 2018)
- Laube, Meik & Schubert: Drei (2019)
- Oliver Mally Group feat. Ian Siegal, Raphael Wressnig, Hubert Hofherr: trying to get by (2020)